# Otto Gunnar Elias Erdtman
Otto Gunnar Elias Erdtman ( 1897 - 1973) fue un botánico, briólogo, y pionero en palinología sueco. En 1921, con la publicación de su tesis en alemán, sobre análisis de polen comenzó a ser conocido fuera de Escandinavia. Erdtman estudió sistemáticamente la morfología del polen, y desarrolló el método de la acetolisis en los estudios de polen.
Su manual An introduction to pollen analysis fue instrumental en el desarrollo de la disciplina. En 1948, creó el Laboratorio de Palinología en el Museo Sueco de Historia Natural en Estocolmo, donde fue director del Laboratorio hasta 1971, y desde 1954 con el título de profesor.
- La abreviatura «Erdtman» se emplea para indicar a Otto Gunnar Elias Erdtman como autoridad en la descripción y clasificación científica de los vegetales.[5]